# Ricardo Azuaje
Ricardo Azuaje (Altagracia de Orituco, Venezuela, 1959) es un escritor venezolano. Autor de títulos reconocidos por la crítica de su país como referencias fundamentales de la narrativa de los años noventa como A Imagen y Semejanza (1986) o Juana La Roja y Octavio El Sabrio (1991), su escritura representa el desenfado de una prosa cercana a la oralidad en la que se escenifican buena parte de las tensiones sociales que vivió la Venezuela de finales del siglo XX. 
Cursó estudios de Letras en la Universidad de Los Andes y de Filosofía en la Universidad Central de Venezuela, pero desde muy joven se dedicó fundamentalmente a la creación literaria. Fue Gerente editorial de Monte Ávila Editores, pero también ha desarrollado su labor profesional en cambios muy variados. Bombero; obrero de fábricas; vendedor de enciclopedias; asesor de proyectos agrícolas; constructor.
La obra de Azuaje formó parte integral de lo que la crítica ha denominado la «Narrativa de los 90». Junto con autores como Israel Centeno, Rubi Guerra, José Roberto Duque, Luis Felipe Castillo, Slavko Zupcic, Juan Carlos Chirinos y Juan Carlos Méndez Guédez. 
Azuaje apostó por una revigorización del género novelesco en detrimento del cultivo del relato breve esbozado por las generaciones inmediatamente anteriores.
Los narradores del noventa, representan en ese sentido, un distanciamiento de la épica ideológica de los sesenta y del populismo anécdótico promovido en la década de 1980. 
En 1992 fue galardonado con el Premio de Novela Breve de Fundarte por Viste de verde nuestra sombra. 
En la actualidad reside en el Estado Bolívar.

## Obra
- A imagen y Semejanza (Monte Ávila, Caracas, 1986)
- Juana la Roja y Octavio El Sabrio (Fundarte, Caracas, 1991)
- Viste de verde nuestra sombra (Fundarte, Caracas, 1992)
- Autobiografía de un dodo (Provita, Caracas, 1995)
- La expulsión del paraíso (Memorias de Altagracia, Caracas, 1998)
- Ella está próxima y viene con pie callado (El Lobey, Tenerife, 2003)

## Antologías
- Zgodbe iz Venezuele. Antologija venezuelske kratke proze [Antología de relatos venezolanos] (Ljubljana, Sodobnost International, 2009).
- 21 del XXI (Ediciones B, Caracas, 2007)
- Un paseo por la narrativa venezolana (Resma, Santa Cruz de Tenerife, 1998)
- Narrativa venezolana Attuale (Bulzoni Editore, Roma, 1995)